# لوسي أوبراين
لوسي أوبراين (بالإنجليزية: Lucy O'Brien)‏ هي كاتبة سير وصحفية وكاتِبة بريطانية، ولدت في 13 سبتمبر 1961.

## وصلات خارجية
- الموقع الرسمي